# Karelische Pirogge

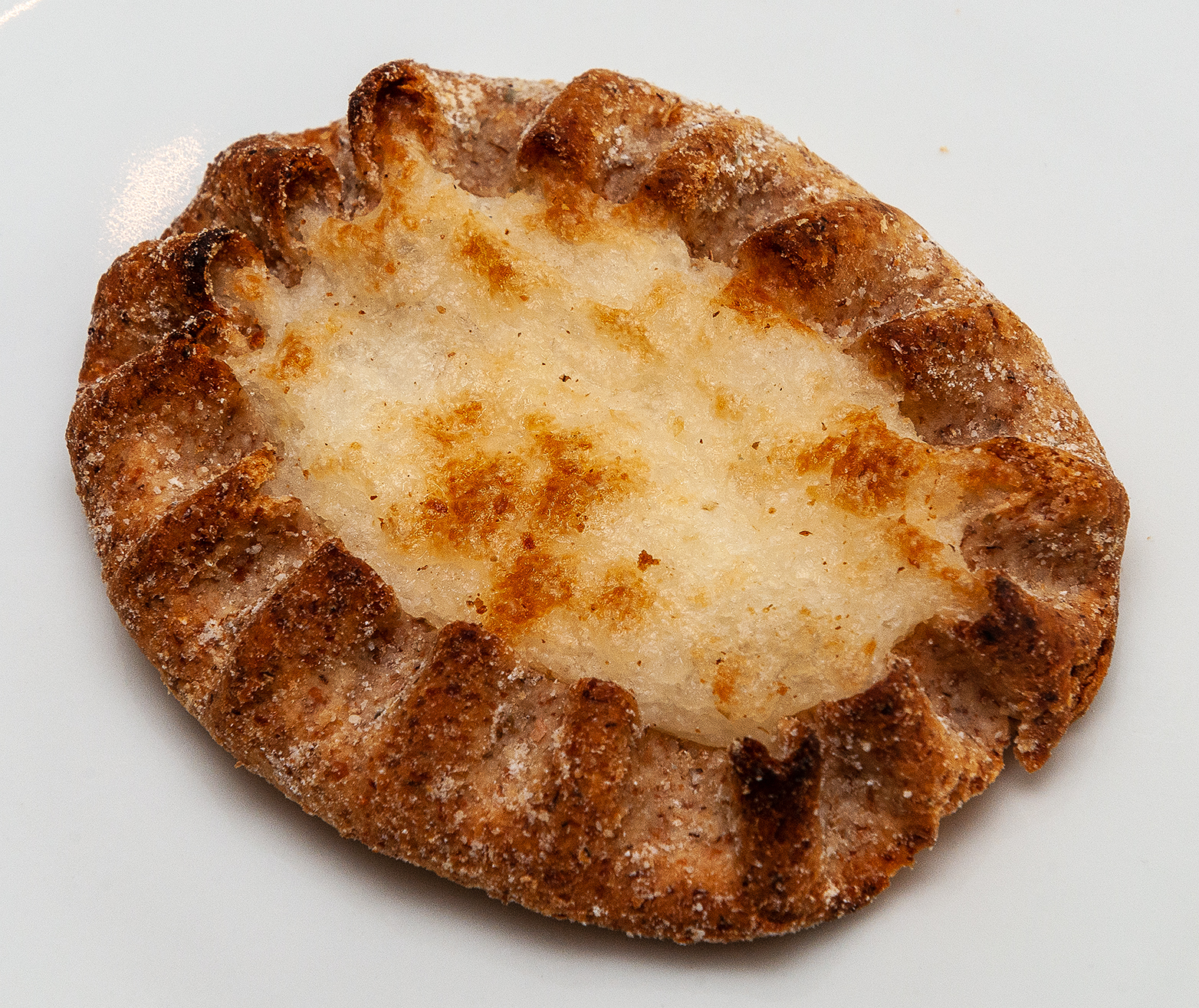
Karelische Pirogge mit Milchreisfüllung (hausgemacht)

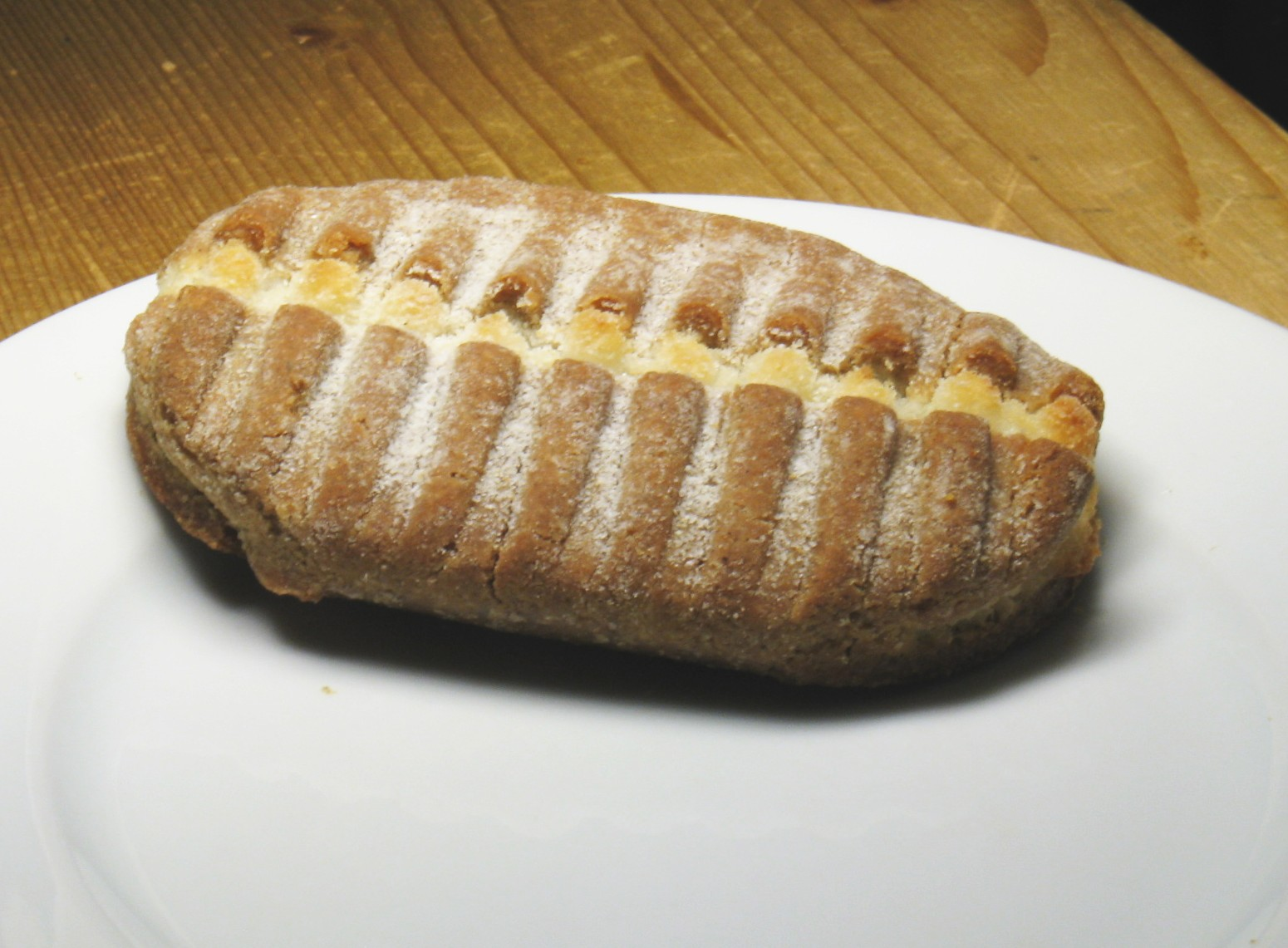
Karelische Pirogge (maschinell hergestellt)

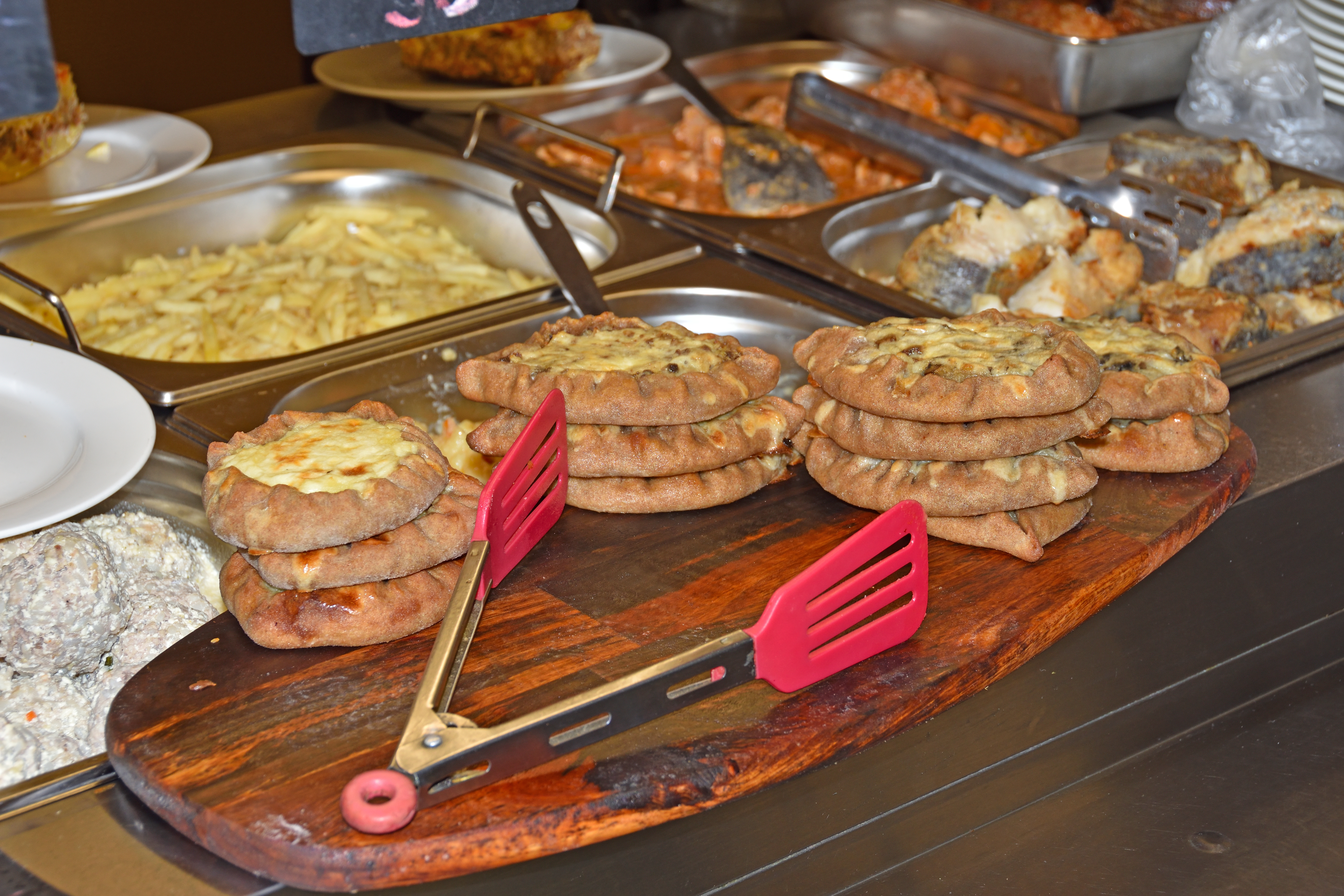
Karelische Piroggen (Sortawala, Republik Karelien, Russland)

Die Karelische Pirogge (finnisch karjalanpiirakka, schwedisch karelsk pirog) ist eine Spezialität der finnischen Küche. Es handelt sich um eine Pirogge (gefüllte Teigtasche) mit einer sehr dünnen Teighülle und einer regionaltypischen Füllung.
Die Hauptbestandteile der Hülle sind Roggenmehl und Wasser. Die Füllung besteht traditionell aus Gerstenbrei (Graupen) und heute meist aus ungesüßtem bzw. leicht gesalzenem Milchreis, seltener aus Kartoffel- oder Möhrenbrei. Traditionell wird dazu oft eine Mischung aus Butter und Eierstücken (munavoi, „Eibutter“) gereicht, oder die Karelische Pirogge wird mit Wurst oder Käse belegt und wie Brot serviert.
Karelische Piroggen wurden ursprünglich in Finnisch Karelien am Ladogasee (Laatokan Karjala) gebacken, sind heute jedoch in ganz Finnland weit verbreitet. Die verwandten Teigtaschen mit Fleischfüllung (lihapiirakka) sind ebenfalls in ganz Finnland bekannt.
Die Piroggen werden wie eine Scheibe Brot oder ein Brötchen benutzt, sie werden mit Eibutter bestrichen und dann normal belegt. Sie sind jedoch nahrhafter als normales Brot.